# Швибердинген
Швибердинген (нем. Schwieberdingen) — община в Германии, районный центр, расположен в земле Баден-Вюртемберг. 
Подчиняется административному округу Штутгарт. Входит в состав района Людвигсбург.  Население составляет 11 362 человека (на 31 декабря 2010 года). Занимает площадь 14,87 км².

## Фотографии

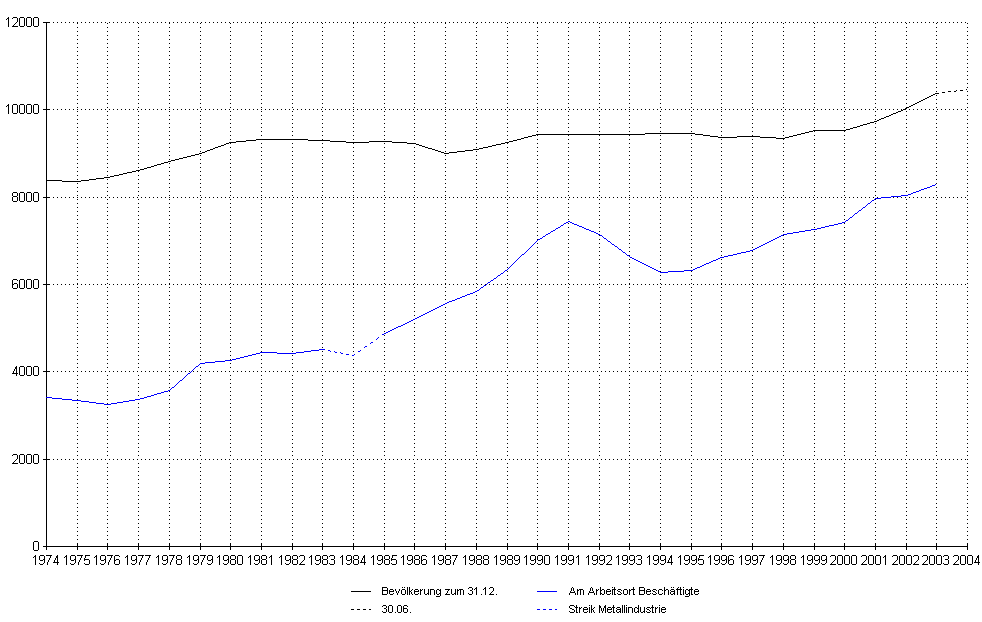
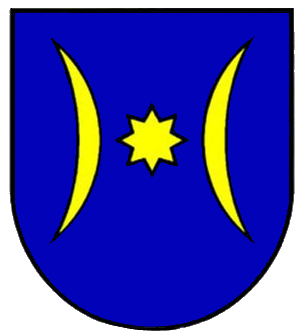
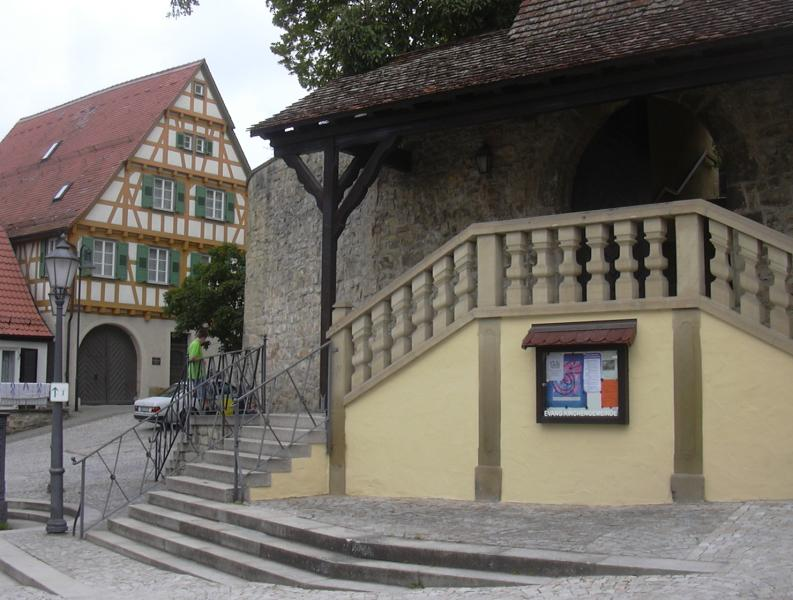
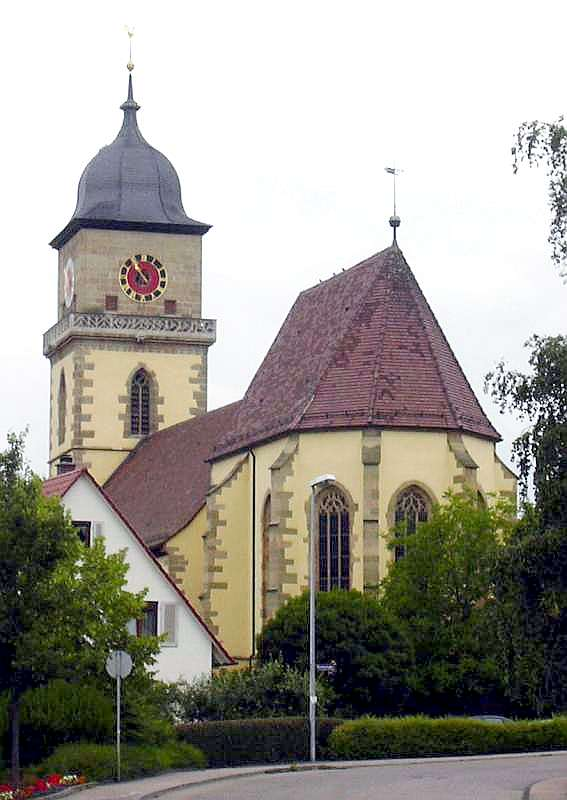
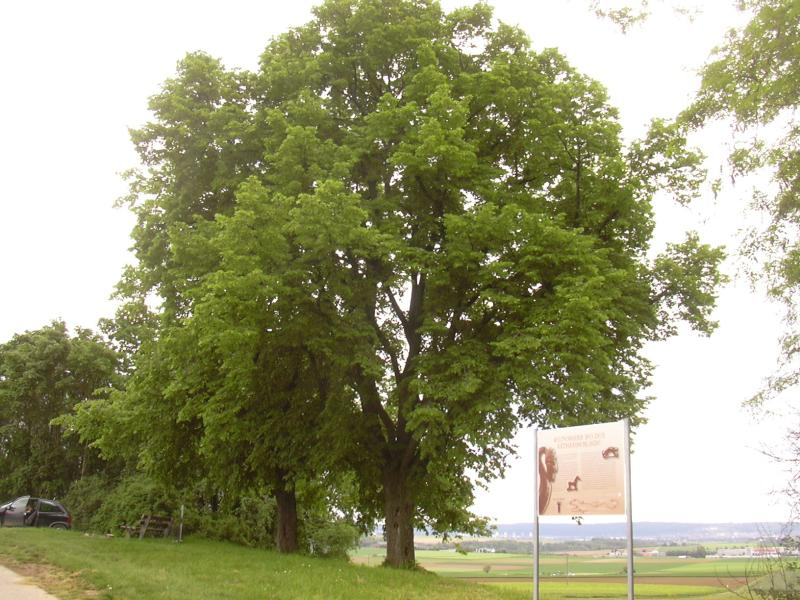
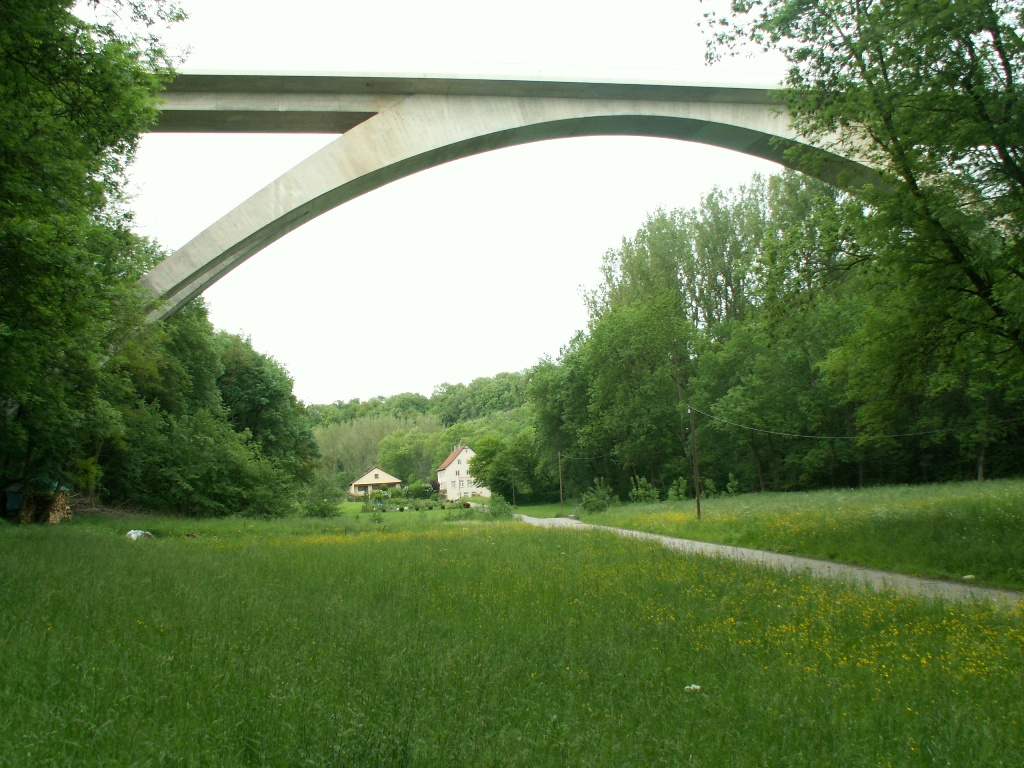